# 坎迪达
坎迪达（義大利語：Candida）是意大利坎帕尼亞大區阿韦利诺省的一个市镇。总面积5.43平方公里，人口1155人，人口密度212.7人/平方公里（2009年）。ISTAT代码为064016。坎迪达的主要经济来源是农业。

## 地理
坎迪达位于一座580米高的小丘上。省会阿韋利諾位于坎迪达以南约10公里处。那不勒斯位于以西约70公里处。
周边城镇有拉皮奥、马诺卡尔扎蒂、蒙泰夫雷达内、帕罗利塞、普拉托拉塞拉和圣波蒂图尔特拉。

## 历史
地面遗迹表明在前4世纪的时候在坎迪达地区就已经有人生活了。坎迪达的首次纪录是在1045年。